# NGC 1592
NGC 1592 је спирална галаксија у сазвежђу Еридан која се налази на NGC листи објеката дубоког неба.
Деклинација објекта је - 27° 24' 29" а ректасцензија 4h 29m 40,7s. Привидна величина (магнитуда) објекта NGC 1592 износи 13,6 а фотографска магнитуда 14,5. NGC 1592 је још познат и под ознакама ESO 421-2, MCG -5-11-11, VV 647, PGC 15292.